# Гаррі Олівер
Гаррі Олівер (англ. Harry Oliver; 4 квітня 1888 — 4 липня 1973) — американський гуморист, художник і артдиректор багатьох фільмів 1920-х і 1930-х років. Його найкраще пам'ятають за його гумористичні твори про американський південний захід, зокрема, публікації Пустельні Щури (1946–1964).

## Біографія

### Ранні роки
Гарольд Гріффіт Олівер народився 4 квітня 1888 року в Гастінгсі, Міннесота, в сім'ї Мері Сіммонс (народилася в штаті Міннесота) і Фрідріха Вільгельма Олівера (народився в Англії). Його батько управляв промтоварним магазином.
Освіта Олівера була мізерною. Він сказав: «Я навчався в державній школі в О-Клер, штат Вісконсин до четвертого класу, після чого тато взяв мене на роботу в надії, що я вже навчився читати і писати».
В 1909 році Олівер переїхав зі своєю родиною в П'юджет-Саунд, Вашингтон. Він працював сценічним художником на першій всесвітній ярмарці в Сієтлі, де він зустрівся з відомим капелюшником Джоном Б. Стетсон, який дав Оліверу свій фірмовий чорний капелюх Стетсона.
Батьки Гаррі незабаром оселилися на курячому ранчо в Санта-Круз, Каліфорнія, де Олівер працював водієм для лісової служби США. В 1910 році Олівер повернувся до Міннесоти, щоб одружитися з Алісою Елізабет Фернланд, яка пізніше народила двох дочок, Емі Ферн і Мері Еліс.

### Голлівудські роки
Насправді німецькі експресіоністи дізналися багато від Гаррі Олівер (а не навпаки). Одна із спеціальностей Олівера була відтворення дійсно правдоподібних місць на знімальному майданчику…
Роберт Бірчард, 1999
Олівер працював на різних голлівудських кіностудіях приблизно з 1911 по 1941, він виріс від художника-постановника до артдиректора. Повний список його фільмів не відомий, але ось частковий список:
- 1914: Горобець / The Sparrow
- 1919: За дверима / Behind the Door
- 1919: Жорстока гра / The Grim Game
- 1920: Нижче поверхні / Below the Surface
- 1921: Обличчя світу / The Face of the World
- 1925: Маленька Енні Руні / Little Annie Rooney
- 1925: Бен-Гур: історія Христа / Ben-Hur: A Tale of the Christ
- 1926: Чорний пірат / The Black Pirate
- 1926: Горобці / Sparrows
- 1927: Гаучо / The Gaucho
- 1927: Сьоме небо / Seventh Heaven
- 1928: Вуличний ангел / Street Angel
- 1929: Путівник по коханню / Sunny Side Up
- 1929: Річка / The River
- 1929: Щаслива зірка / Lucky Star
- 1929: Вони повинні були побачити Париж / They Had to See Paris
- 1930: Ліліом / Liliom
- 1930: Пісня в моєму серці / Song o' My Heart
- 1930: Міська дівчина / City Girl
- 1932: Божевілля кіно / Movie Crazy
- 1932: Обличчя зі шрамом / Scarface
- 1933: Біла жінка / White Woman
- 1933: Танцююча леді / Dancing Lady
- 1934: Поганий хлопчик Пека / Peck's Bad Boy
- 1934: Котяча лапа / The Cat's-Paw
- 1934: Девід Гарум / David Harum
- 1934: Хай живе Вілья! / Viva Villa!
- 1935: Ванесса: її історія кохання / Vanessa: Her Love Story
- 1935: Знак вампіра / Mark of the Vampire
- 1937: Загадай бажання / Make a Wish
- 1937: Благословенна земля / The Good Earth
- 1937: Каліфорнія / The Californian
- 1938: Про людські серця / Of Human Hearts
- 1938: Маленька сирітка Енні / Little Orphan Annie
- 1941: Вигнанець / The Outlaw